# Silin
Pour les articles homonymes, voir Silin (homonymie).
Silin est un village polonais de la voïvodie de Varmie-Mazurie, dans le powiat d'Ostróda.